# واتفورد
واتفورد (بالإنجليزية:  Watford)‏ هي مدينة في مقاطعة هارتفوردشير في إنجلترا. وهي أكبر مدينة في المقاطعة. عدد سكانها يبلغ 90,301. وتبعد المدينة 17 ميلا (27 كم) عن شمال غرب وسط لندن وداخل محيط الطريق السريع M25.
تعتبر واتفورد منطقة سكنية لكثير ممن يعملون في لندن، وأهم الصناعات بالمدينة الطباعة وصناعة الورق والأعمال التجارية المتصلة بها. 

## توأمة
لواتفورد اتفاقيات توأمة مع كل من:
- ماينتس (1956 - )
- نانتير
- ويلمنغتون
- بيزارو

## أعلام
- دايفيد موريس
- ستانلي روس
- فيني جونز
- أنتوني جوشوا
- إيرني وينشستر
- جون جودال
- شون هور
- غاريث ساوثغيت
- جيفري دي هافيلاند
- جاك كوليسون